# Hexakosioihexekontahexaphobia (album)
Hexakosioihexekontahexaphobia è il settimo album in studio del gruppo metal tedesco Bethlehem, pubblicato nel 2014.

## Tracce
1. Ein Kettenwolf greint 13:11-18 – 4:49
2. Egon Erwin's Mongo-Mumu – 5:00
3. Verbracht in Plastiknacht – 4:42
4. Gebor'n, um zu versagen – 4:36
5. Nazi Zombies mit Tourette-Syndrom – 4:41
6. Spontaner Freitod – 4:46
7. Warum wurdest du bloß solch ein Schwein? – 6:09
8. Höchst alberner Wichs – 4:01
9. Ich aß gern' Federn – 5:12
10. Letale familiäre Insomnie – 5:20
11. Kinski's Cordycepsgemach – 6:41
12. Antlitz eines Teilzeitfreaks – 7:14